# 益麻党征
益麻党征（？—1170年？），清四库馆译作尼玛丹怎，南宋河湟吐蕃首领，唃厮啰的疏族，溪巴温的儿子，陇拶的弟弟。
北宋灭亡前夕，靖康二年（1127年），派遣使者至河湟寻找唃厮啰血统封立。益麻党征被当地人信服，受命措置湟鄯事，赐姓名赵怀恩，封陇右郡王，成为北宋在河湟的最后一名命官。绍兴元年（1131年），河湟为金朝所占，益麻党征拒绝金朝劝降，弃离部族、田宅，携带老小赴川中。绍兴四年（1134年），至阆州（今四川阆中市），投附南宋，受优恤。绍兴六年（1136年），受命总领河南诸兵，以示勿忘收复故土。后来迁居成都府，由四川安抚制置使司供给费用。绍兴二十三年（1153年），由熙河观察使改鼎州观察使，加成都府兵马。绍兴二十七年（1157年），任成都府路兵马钤辖。其约卒于乾道六年（1170年），当年五月，其妻向官府诉苦，说自己家贫，夫君没有得以安葬。